# Ópera Francesa (Nueva Orleans)
La Ópera Francesa (en inglés: French Opera House; también en francés: Theatre de l'Opera o Teatro de la ópera) era un teatro de ópera en la ciudad de Nueva Orleans, en Luisiana al sur de los Estados Unidos. Fue uno de los puntos de referencia de la ciudad desde su apertura en 1859 hasta que fue destruida por un incendio en 1919. Se encontraba en el barrio francés en la esquina de la parte alta del lago de las calles Bourbon y Toulouse, con la entrada principal en la calle Bourbon. Diseñado por James Gallier, Jr., la sala fue encargada por Charles Boudousquie, quien posteriormente sería el director de la compañía de ópera, que previamente había hecho su hogar en el Théâtre d'Orléans (Teatro de Orleans).